# Ованес Таракджиян
Ованес Таракджиян известен и като Оник Торосян или Онис Торокян е български и арменски революционер.

## Биография
Ованес Таракджиян е роден в арменско семейство през 1873 година в Родосто, тогава в Османската империя. Участва в революционен комитет в родния си град. През 1901 година той заедно с още десетима свои съратници арменци и българи от ВМОРО - Слави Мерджанов, Петър Соколов и други, формират в Пловдив революционна чета. След съгласуване между Борис Сарафов и Степан Зорян, четата прави опит да отвлече персийския шах в Одринско, като нападне Ориент експрес по линията за Цариград. След неуспеха си формираната българо-арменска чета се насочва се към отвличане на одринския валия. Той обаче се оказва недостъпна цел и четата отвлича Нури бей, син на видния одрински чифликчия Дертли Мустафа. Започва преследване и четата е открита от потерите в местността Юклуците, близо село Киречли, Одринско. След сражение, част от четниците, а също и синът на чифликчията, са убити. Друга част в която попада и Оник са заловени и по-късно осъдени на смърт, като са екзекутирани чрез обесване на 27 ноември 1901 г. в гр. Одрин.